# Consolidated XB-41 Liberator
El Consolidated XB-41 Liberator fue un único bombardero Consolidated B-24D Liberator, matrícula 41-11822, que fue modificado para realizar la tarea de escolta de largo alcance para las misiones de bombardeo de la Octava Fuerza Aérea estadounidense sobre Europa, durante la Segunda Guerra Mundial.

## Diseño y desarrollo
El XB-41 Liberator fue equipado con 14 ametralladoras defensivas de 12,7 mm. Incluían dos torretas dorsales, una torreta Bendix operada remotamente (del mismo tipo que la usada por el YB-40) bajo la barbilla, la usual torreta doble de cola de Browning M2 de 12,7 mm y una torreta ventral de bola Sperry doble de 12,7 mm totalmente retráctil, más un par de montajes dobles (similares a las armas de cola dobles de un B-17E o F Flying Fortress) de Browning M2 de 12,7 mm en cada ventana de cintura. El montaje de babor estaba cubierto originalmente por una burbuja de Plexiglas; las pruebas mostraron que causaba una severa distorsión óptica y fue retirada.
El XB-41 llevaba 12 420 cartuchos de munición, de los que 4000 estaban almacenados en la bodega de bombas como reserva. Estaba propulsado por cuatro motores radiales Pratt & Whitney R-1830-43 de 930 kW (1250 hp).

## Historia operacional
El 29 de enero de 1943, el único XB-41 fue entregado en Eglin Field, Florida. Las pruebas fueron llevadas a cabo durante dos meses a principios del invierno de 1943. Indicaron problemas significativos con el avión; el 21 de marzo de 1943, el Ejército declaró al XB-41 como inadecuado para su uso operativo; la conversión de trece Liberator como aviones de pruebas de servicio YB-41 fue cancelada. A pesar de esto, Consolidated continuó los trabajos en el prototipo XB-41; fue equipado con hélices de palas anchas, y parte del blindaje fue retirado para reducir el peso del avión. Las pruebas se reanudaron en Eglin el 28 de julio de 1943; sin embargo, los defectos básicos del concepto "cañonero" perduraron, y el programa del XB-41 fue abandonado. El prototipo del XB-41 fue redesignado TB-24D; sirvió como célula de instrucción para entrenamiento de mecánicos del B-24. Fue desguazado en Maxwell Field, Alabama, el 2 de febrero de 1945.

## Variantes
XB-41 Liberator
Bombardero de escolta, uno convertido.
YB-41
Versión de pruebas de servicio, no construida.
TB-24D
Designación dada al XB-41 al pasar a desempeñar tareas de instrucción.

## Operadores
Estados Unidos
- Fuerzas Aéreas del Ejército de los Estados Unidos

## Especificaciones

### Características generales
- Tripulación: Nueve
- Longitud: 20,2 m (66,3 ft)
- Envergadura: 33,5 m (110 ft)
- Altura: 5,6 m (18,4 ft)
- Peso máximo al despegue: 28 576 kg (62 981,5 lb)
- Planta motriz: 4× motor radial de 14 cilindros en dos filas refrigerado por aire Pratt & Whitney R-1830-43.
  - Potencia: 934 kW (1288 HP; 1270 CV) cada uno.

### Rendimiento
- Velocidad máxima operativa (Vno): 465 km/h (289 MPH; 251 kt)
- Alcance: 4989 km (2694 nmi; 3100 mi)
- Techo de vuelo: 8689 m (28 507 ft)

### Armamento
- Ametralladoras: 

  - 14x Browning M2 de 12,7 mm

## Aeronaves relacionadas

### Desarrollos relacionados
- Boeing YB-40 Flying Fortress
- Consolidated B-24 Liberator

### Aeronaves similares
- Junkers Ju 88
- Kyushu Q1W Tōkai

### Secuencias de designación
- Secuencia B-_ (Bombarderos del USAAF/USAF, 1926-1962): ← B-38 - B-39 - B-40 - B-41 - B-42 - B-43 - B-44 →